# Assemblée de Tobago
12e législature
Bâtiment de l'Assemblée
L'Assemblée de Tobago (en anglais : Tobago House of Assembly ; abrégé THA) est le parlement monocaméral de l'île de Tobago, territoire autonome de Trinité-et-Tobago.

## Système électoral
Crée en 1980, l'assemblée est composé de quinze sièges pourvus pour quatre ans au scrutin uninominal majoritaire à un tour dans autant de circonscriptions. Jusqu'à la crise constitutionnelle ayant découlée des élections régionales de janvier 2021, l'assemblée comportait douze siège, un nombre pair à l'origine de la crise.